# 陳策 (嘉靖乙未進士)
陳策（1509年—？），字時偕，福建興化府莆田縣人，軍籍，明朝政治人物。同進士出身。

## 生平
嘉靖十三年（1534年）甲午科福建鄉試第四十一名舉人。嘉靖十四年（1535年）中式乙未科會試第一百八名，登第三甲第一百四十五名進士。任江西道監察御史，任內彈劾權臣嚴嵩。出爲浙江台州府知府。

## 家族
曾祖陳宏禹；祖父陳汝德；父陳琦，曾任知縣。母顧氏。重慶下。